# Championnats d'Europe de lutte 2020
Navigation
Édition précédente Édition suivante
Les Championnats d'Europe de lutte 2020 se déroulent du 10 février 2020 au 16 février 2020 à Rome, en Italie.

## Podiums

### Hommes

#### Lutte libre
| Épreuves | Or                          | Argent                     | Bronze               |
| -------- | --------------------------- | -------------------------- | -------------------- |
| 57 kg    | Azamat Tuskaev              | Süleyman Atlı              | Horst Lehr           |
| 57 kg    | Azamat Tuskaev              | Süleyman Atlı              | Stevan Mićić         |
| 61 kg    | Aleksandr Bogomoev          | Beka Lomtadze              | Nikolai Okhlopkov    |
| 61 kg    | Aleksandr Bogomoev          | Beka Lomtadze              | Arsen Harutyunyan    |
| 65 kg    | Kurban Shiraev              | Niurgun Skriabin           | Ali Rahimzade        |
| 65 kg    | Kurban Shiraev              | Niurgun Skriabin           | Erik Arushanian      |
| 70 kg    | Magomedmurad Gadzhiev       | Aghahuseyn Mustafayev      | Haydar Yavuz         |
| 70 kg    | Magomedmurad Gadzhiev       | Aghahuseyn Mustafayev      | Mihai Sava           |
| 74 kg    | Frank Chamizo               | Magomedrasul Gazimagomedov | Avtandil Kentchadze  |
| 74 kg    | Frank Chamizo               | Magomedrasul Gazimagomedov | Soner Demirtaş       |
| 79 kg    | Magomedkhabib Kadimagomedov | Magomed Ramazanov          | Vasyl Mykhailov      |
| 79 kg    | Magomedkhabib Kadimagomedov | Magomed Ramazanov          | Jabrayil Hasanov     |
| 86 kg    | Artur Naifonov              | Myles Amine                | Rasul Tsikhayeu      |
| 86 kg    | Artur Naifonov              | Myles Amine                | Boris Makojev        |
| 92 kg    | Süleyman Karadeniz          | Samuel Scherrer            | Amarhajy Mahamedau   |
| 92 kg    | Süleyman Karadeniz          | Samuel Scherrer            | Aslanbek Alborov     |
| 97 kg    | Abdulrashid Sadulaev        | Albert Saritov             | Abraham Conyedo      |
| 97 kg    | Abdulrashid Sadulaev        | Albert Saritov             | Elizbar Odikadze     |
| 125 kg   | Geno Petriashvili           | Robert Baran               | Baldan Tsyzhipov     |
| 125 kg   | Geno Petriashvili           | Robert Baran               | Jamaladdin Magomedov |

#### Lutte gréco-romaine
| Épreuves | Or                   | Argent                | Bronze                 |
| -------- | -------------------- | --------------------- | ---------------------- |
| 55 kg    | Edmond Nazaryan      | Vitalii Kabaloev      | Eldaniz Azizli         |
| 55 kg    | Edmond Nazaryan      | Vitalii Kabaloev      | Nugzari Tsurtsumia     |
| 60 kg    | Gevorg Gharibyan     | Kerem Kamal           | Murad Bazarov          |
| 60 kg    | Gevorg Gharibyan     | Kerem Kamal           | Amiran Shavadze        |
| 63 kg    | Maksim Nehoda        | Ibragim Labazanov     | Erik Torba             |
| 63 kg    | Maksim Nehoda        | Ibragim Labazanov     | Lenur Temirov          |
| 67 kg    | Morten Thoresen      | Nazir Abdullaev       | Kristupas Šleiva       |
| 67 kg    | Morten Thoresen      | Nazir Abdullaev       | Karen Aslanyan         |
| 72 kg    | Frank Stäbler        | Iuri Lomadze          | Ulvi Ganizadé          |
| 72 kg    | Frank Stäbler        | Iuri Lomadze          | Selçuk Can             |
| 77 kg    | Sanan Suleymanov     | Zoltán Lévai          | Alex Bjurberg Kessidis |
| 77 kg    | Sanan Suleymanov     | Zoltán Lévai          | Karapet Chalyan        |
| 82 kg    | Rafig Huseynov       | Daniel Aleksandrov    | Bogdan Kourinnoi       |
| 82 kg    | Rafig Huseynov       | Daniel Aleksandrov    | Hannes Wagner          |
| 87 kg    | Semen Novikov        | Viktor Lőrincz        | Aleksandr Komarov      |
| 87 kg    | Semen Novikov        | Viktor Lőrincz        | Islam Abbasov          |
| 97 kg    | Artur Aleksanyan     | Nikoloz Kakhelashvili | Cenk İldem             |
| 97 kg    | Artur Aleksanyan     | Nikoloz Kakhelashvili | Aleksandr Golovin      |
| 130 kg   | Alin Alexuc-Ciurariu | Levan Arabuli         | Mykola Kuchmii         |
| 130 kg   | Alin Alexuc-Ciurariu | Levan Arabuli         | Jello Krahmer          |

### Femmes

#### Lutte féminine
| Épreuves | Or                   | Argent          | Bronze              |
| -------- | -------------------- | --------------- | ------------------- |
| 50 kg    | Miglena Selishka     | Oksana Livach   | Kseniya Stankevich  |
| 50 kg    | Miglena Selishka     | Oksana Livach   | Milana Dadasheva    |
| 53 kg    | Vanesa Kaladzinskaya | Jessica Blaszka | Annika Wendle       |
| 53 kg    | Vanesa Kaladzinskaya | Jessica Blaszka | Stalvira Orshush    |
| 55 kg    | Olga Khoroshavtseva  | Solomiia Vynnyk | Bediha Gün          |
| 55 kg    | Olga Khoroshavtseva  | Solomiia Vynnyk | Sofia Mattsson      |
| 57 kg    | Grace Bullen         | Alina Akobiia   | Johanna Lindborg    |
| 57 kg    | Grace Bullen         | Alina Akobiia   | Iryna Kurachkina    |
| 59 kg    | Anastasia Nichita    | Bilyana Dudova  | Lyubov Ovcharova    |
| 59 kg    | Anastasia Nichita    | Bilyana Dudova  | Anhelina Lysak      |
| 62 kg    | Yuliya Tkach         | Inna Trazhukova | Taybe Yusein        |
| 62 kg    | Yuliya Tkach         | Inna Trazhukova | Tetiana Omelchenko  |
| 65 kg    | Mimi Hristova        | Elis Manolova   | Iryna Koliadenko    |
| 65 kg    | Mimi Hristova        | Elis Manolova   | Maria Kuznetsova    |
| 68 kg    | Khanum Velieva       | Dalma Caneva    | Danutė Domikaitytė  |
| 68 kg    | Khanum Velieva       | Dalma Caneva    | Alla Cherkasova     |
| 72 kg    | Natalia Vorobieva    | Maria Selmaier  | Cătălina Axente     |
| 72 kg    | Natalia Vorobieva    | Maria Selmaier  | Alina Berezhna      |
| 76 kg    | Ekaterina Bukina     | Yasemin Adar    | Aline Rotter-Focken |
| 76 kg    | Ekaterina Bukina     | Yasemin Adar    | Iselin Moen Solheim |